# Colorines, Delstaten Mexiko
Colorines är en ort i Mexiko.   Den ligger i kommunen Valle de Bravo och delstaten Mexiko, i den södra delen av landet, 120 km väster om huvudstaden Mexico City. Colorines ligger 1 625 meter över havet och antalet invånare är 7 246.
Terrängen runt Colorines är kuperad åt nordost, men åt sydväst är den bergig. Runt Colorines är det ganska tätbefolkat, med 116 invånare per kvadratkilometer. Närmaste större samhälle är Valle de Bravo, 9,3 km öster om Colorines. I omgivningarna runt Colorines växer huvudsakligen savannskog.